# 3Cs Chess Club
3Cs Chess Club – angielski klub szachowy z siedzibą w Oldham.

## Historia
Klub został założony w 1978 roku i początkowo miał na celu zapewnienie dzieciom z okolic Oldham możliwości gry w szachy. Od 1981 roku klub uczestniczył w Manchester League, w 1990 roku debiutując w pierwszej dywizji, a w 1995 roku zdobywając pierwsze mistrzostwo ligi. Ogółem zespół wygrał te rozgrywki osiemnaście razy (1995, 2002–2004, 2006–2011, 2013–2019, 2023). W sezonie 1999/2000 3Cs zadebiutował w 4NCL, uzyskując jedenaste miejsce w Division 2. W 2003 roku zespół awansował do pierwszej dywizji. w debiutanckim sezonie zajmując szóste miejsce. W 2007 roku 3Cs Chess Club wycofał się z 4NCL. W sezonie 2009/2010 klub powrócił do rozgrywek 4NCL, awansując wówczas do Division 2, a w 2013 roku powrócił do Division 1. W 2014 roku 3Cs spadł z najwyższej klasy rozgrywkowej, powrócił do niej rok później. W sezonie 2016/2017 klub zajął czwarte miejsce w lidze. Zawodnikami klubu byli wówczas m.in. Christian Bauer, Fabien Libiszewski, Stephen Gordon i Pauline Guichard. W 2017 roku zespół zadebiutował w Pucharze Europy. Odniesiono wówczas zwycięstwa nad Víkingaklúbburinn, Hasanem Prisztina, Skákdeild Fjölnis i KSH Dardania, a przegrano z SzSM Moskwa, Nice Alekhine i Beşiktaşem JK, co zaowocowało uzyskaniem czternastej pozycji w rozgrywkach. W sezonie 2018 3Cs Chess Club zajął 52. miejsce w Pucharze Europy, po wygranych z Caissą Chania i CE Dudelange oraz porażkach z Schakklubben av 1911, Aatosem Helsinki, Rehovot Chess School, SK Team Viking i Víkingaklúbburinn. W sezonie 2018/2019 zespół zajął dziewiąte miejsce w 4NCL. Z powodu pandemii COVID-19 sezon 2019/2020 nie został dokończony, a 2020/2021 nie odbył się. Po przywróceniu rozgrywek 3Cs Chess Club nie uczestniczył w 4NCL, rywalizując natomiast w lidze Junior 4NCL.

## Arcymistrzowie w historii klubu
- Keith Arkell[10]
- Christian Bauer[11]
- Ałeksandar Czołowiḱ[12]
- Nigel Davies[10]
- Stephen Gordon[11]
- Harmen Jonkman[10]
- Fabien Libiszewski[5]